# 小さな美術館軽井沢草花館
小さな美術館軽井沢草花館（ちいさなびじゅつかんかるいざわくさばなかん）は、長野県北佐久郡軽井沢町にある個人美術館。画家・石川功一（1937年（昭和12年） - 2007年（平成19年））が描いた軽井沢に自生する草花図（水彩スケッチ・油彩）を展示する。1997年（平成9年）に軽井沢借宿で開館。1999年（平成11年）10月に軽井沢雲場通り移転。さらに2006年（平成18年）4月に現在地（軽井沢東）に移転した。

## 概要
石川は1937年（昭和12年）、三重県名賀郡（現・伊賀市）で開業医の次男として出生。高校を卒業後、大阪市立美術研究所で学んだ。20歳の時に大志をいだき東京に出奔、漫画家となる。その間に画家への道をめざしデッサンに明け暮れる。30歳の時に描き始めたドローイング「人間戯画」が銀座の画商に認められ、援助を受けることになる。以降、人物画（主に美人画）を中心に画家としての活動を続ける。1981年、個展のため軽井沢を訪れたことが縁で草花と出会い、草花画が本来目指すべき道とだと悟り、草花のスケッチと油彩画の制作に新境地を開いた。草花本来の姿を描きとるために、スケッチは自ら軽井沢の野山を駆け巡り、自生地している状態の姿を描き続けた。油彩画は拝背景の色を何層にも重ねる独自の技法で日本画のような繊細な画風を生み出している。近年の開発の中で自生地が狭められ、消えゆく草花が増える中、軽井沢の自然に息づく「草花の永遠の命を残す」をテーマに、活動を続けた。2007年7月永眠。

## 所在地
〒389-0104 長野県北佐久郡軽井沢町軽井沢東19-40

## 交通アクセス
- 北陸新幹線およびしなの鉄道 軽井沢駅 から約500m、徒歩7分